# Emmanuel-Félicité de Durfort

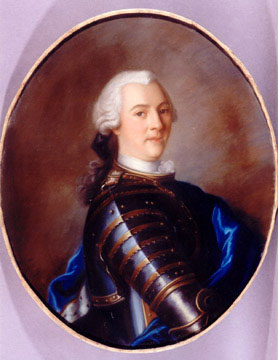
Emmanuel Félicité de Durfort de Duras, Jean-Baptiste Lefebvre, um 1750, Château de Duras

Emmanuel-Félicité de Durfort (* 19. September 1715; † 6. September 1789 in Versailles) war ein französischer Militär, Politiker und Diplomat. Ab 1733 war (nach dem Rücktritt seines Vaters) der 4. Duc de Duras, ab 1775 Marschall von Frankreich und Mitglied der Académie française.

## Leben
Emmanuel-Felicité de Durfort war der Sohn von Jean-Baptiste de Durfort, 3. Duc de Duras, Comte de Rauzan, Baron de Pujols, de Landrouet et de Cypressac, Seigneur de Chitain, d’Urbize, de Cambert etc., Marschall von Frankreich, und Marie-Angélique-Victoire de Bournonville. Im Mai 1733 wurde er durch den Verzicht seines Vaters der 4. Duc de Duras.
Seine ersten militärischen Erfahrungen machte er in Italien als Aide-de-camp von Claude-Louis-Hector de Villars († 16. Juni 1734), von dem er am 10. März 1734 zum Oberst eines nach ihm benannten Infanterieregiments befördert wurde. In der Folgezeit nahm er an allen Kriegen Ludwigs XV. teil. Am 20. Februar 1743 wurde er Brigadier d’Infanterie, am 6. März 1743 Oberst des Régiment d’Auvergne. Am 1. Mai 1745 wurde er Maréchal de camp, am 10. Mai 1748 Lieutenant général.
Von Mai 1752 bis 1755 war Duras französischer Botschafter in Madrid. 1755 wurde er zum Pair de France erhoben. 1757 wurde er Direktor Comédie-Française und der Comédie italienne. In den 1760er Jahren war er Treuhänder für La Compagnie française des Indes und als Mitglied des Club Massiac setzte er sich für den Erwerb von französischen Kolonien ein. Ein Sklavenschiff war nach ihm benannt.
1766 wurde er Baron de Castelnau-du-Medoc. Am 2. Februar 1767 wurde er zum Ritter des Ordens vom Heiligen Geist ernannt, 1772 er in den spanischen Zweig des Ordens vom Goldenen Vlies aufgenommen (Nr. 776). Er war Gouverneur der Franche-Comté und Premier Gentilhomme de la Chambre du Roi.
Im August/September 1768 erhielt er die Aufgabe, als Nachfolger des demissionierten Duc d’Aiguillon in der Bretagne die „Affäre La Chalotais“ zu bereinigen. Im März 1775 wurde er zum Marschall von Frankreich ernannt. Am 2. Mai 1775 wurde er zum Mitglied der Académie française (Fauteuil 34) gewählt.

## Familie
Am 1. Mai 1733 heiratete er Charlotte-Antoinette de la Porte-Mazarin (* 24. März 1718, † 6. September 1735), die einzige Tochter und präsumptive Erbin von Guy Jules Paul de La Porte, Duc de La Meilleraye et de Mazarin (Haus La Porte), und Louise-Françoise de Rohan-Soubise; sie starb vor ihrem Vater.
Emmanuel-Félicité de Durfort und Charlotte Antoinette de la Porte-Mazarin hatten eine Tochter:
- Louise-Jeanne de Durfort-Duras, * 1. September 1735, † 17. März 1781, 1738 Duchesse de la Meilleraye et de Mazarin, bis 1747 Pair de France; ⚭ 2. Dezember 1747 Louis-Marie-Guy d’Aumont, Marquis de Villequier, Duc d’Aumont, 1747 Duc de la Meilleraye et de Mazarin, † 20. Oktober 1799 (Haus Aumont)

Seine zweite Ehe schloss er im Juni 1736 mit Louise-Françoise-Maclovie-Céleste de Coëtquen, * 1724, † 2. Januar 1802, Erbtochter von Marie Auguste, Marquis de Coëtquen (einer der von Châteaubriand erwähnten „Geister der Burg Combourg“), und NN de Châteaubriand. 1761 verkaufte der Duc de Duras einen Teil der Mitgift seiner Frau, darunter die Grafschaft Combourg an René Auguste de Châteaubriand, den Vater des Dichters und  Staatsmanns.
Emmanuel-Félicité de Durfort und Louise Françoise de Coëtquen bekamen zwei Kinder:
- Emmanuel-Céleste-Augustin de Durfort, * 18. August 1741[8], † 20. März 1800 in London, 1789 5. Duc de Duras, Maréchal de Camp; ⚭ 16. Dezember 1760 Louise Henriette Charlotte Philippine de Noailles, * 23. August 1745, † 12. Februar 1832, Tochter von Philippe de Noailles, duc de Mouchy, Marschall von Frankreich (Haus Noailles), und Anne-Claire-Louise d’Arpajon
- Charles-Armand-Fidèle de Durfort, * 18. Dezember 1743, † 1804, Comte de Duras, Maréchal de Camp; ⚭ 2. Mai 1767 Marie-Josèphe Rigaud de Vaudreuil, * 3. Juni 1743, † 23. November 1781, Tochter von Joseph-Hyacinthe de Rigaud, Marquis de Vaudreuil, und Marie Claire Guyot de la Mirande

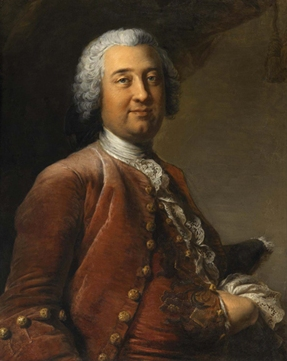
Emmanuel Felicité de-Durfort, duc de Duras, Jean Valade, 18. Jahrhundert, derzeitiger Ort unbekannt

## Titel
4. Duc de Duras, Comte de Rauzan, Marquis de Blanquefort, Comte de Pujols, Prince de Bournonville, Comte de Hénin-Liétard und Marquis de Coëtquen, Baron du Castelnau-du-Medoc.